# عويسباوية
العويسباوية (الاسم العلمي:Eristalini) هي قبيلة من الحشرات تتبع فصيلة السرفات من رتبة ذوات الجناحين. هناك العديد من الأنواع المعروفة بمحاكاة نحل العسل ، مثل نوع عويسبة ملحة بينما تظهر أجناس أخرى مثل عويسبة المستنقعات وعويسبة المستنقعات الزائفة أنماطًا شبيهة بالدبابير من خطوط صفراء وسوداء وكلاهما استراتيجيتان لتجنب الافتراس من قبل الحيوانات المفترسة البصرية مثل الطيور.

## أجناس العويسباوية
- العويسبة